# Hover!
Hover! è un videogioco prodotto da Microsoft nel 1995 e contenuto nel CD d'installazione del sistema operativo Windows 95. Il gioco, a metà strada tra l'autoscontro e il rubabandiera, era stato sviluppato (con il nome in codice Bambi) per mostrare le avanzate capacità multimediali sfruttabili dai computer dell'epoca.
Scopo del gioco è quello di guidare la navicella Hover 950 (simile ad un hovercraft) per sottrarre ai droni avversari (manovrati dal computer) tutte le loro bandiere di colore blu all'interno di un labirinto, prima che loro riescano a catturare tutte quelle di colore rosso del giocatore.

## Interfaccia
La schermata del gioco si divide in tre parti: quella alta presenta l'indicatore delle bandiere catturate, lo specchietto retrovisore dell'Hover 950 (attivabile da menu) ed il punteggio totalizzato; quella centrale mostra la visuale frontale dell'Hover 950; quella bassa contiene l'area informativa degli strumenti di salto, muro ed invisibilità (per ciascuno dei quali vengono segnalate quantità, durata temporale e tasto di attivazione), la mappa del labirinto, la direzione e la velocità di movimento della navicella, e le barre di invincibilità e di accelerazione/rallentamento.
Sulla mappa compaiono i seguenti simboli:
- puntini lampeggianti rossi/blu = bandiere;
- puntini gialli = oggetti
- triangoli gialli = droni con bandiere;
- triangoli blu = droni senza bandiere;
- triangoli verdi = droni d'attacco;
- triangolo rosso (al centro) = Hover 950.

Hover! può essere giocato anche in modalità schermo intero con risoluzioni 640x480 o 320x200.

## Livelli
Il gioco presenta tre differenti labirinti, ciascuno con un proprio percorso, musica e location. Il primo è ambientato in un castello medievale, il secondo in una città futuristica ed il terzo in una fognatura. A mano a mano che si avanza nel gioco, i labirinti si ripetono ciclicamente (ma si può anche scegliere, tramite menù, di percorrerli in ordine casuale) e con difficoltà crescente, per un totale di 16 livelli.

### Oggetti
Qui di seguito viene fornita la lista degli oggetti presenti all'interno di un labirinto.
Bandiere
- Bandiera rossa: è la bandiera posseduta dal giocatore. Il computer cercherà di conquistarle tutte il più velocemente possibile; se ciò accade, il giocatore perde e la partita termina.
- Bandiera blu: è la bandiera del nemico. Il giocatore, per poter avanzare di livello e proseguire la partita, dovrà catturarle tutte prima che i droni avversari facciano altrettanto con le sue.

Bolle volanti (contenenti uno strumento)
- Salto (se disponibile, attivabile col tasto A): consente di far saltare la navicella, superando diversi ostacoli (muri e piattaforme di altezza bassa, trappole, droni)
- Muro (se disponibile, attivabile col tasto S): crea un muro temporaneo, utile per ostacolare la cattura delle bandiere da parte dei droni
- Invisibilità (se disponibile, attivabile col tasto D): rende la navicella temporaneamente nascosta alla vista dei droni
- Scudo: rende la navicella invincibile nei confronti di trappole e strumenti dannosi per un breve lasso di tempo
- Semaforo verde: aumenta per pochi secondi la velocità della navicella
- Semaforo rosso: diminuisce per pochi secondi la velocità della navicella
- Cancella mappa: elimina alcune aree della mappa; per ricostruirla, è necessario ripassare nelle zone cancellate.
- Oggetto misterioso: contrassegnato da ?, può contenere uno qualsiasi degli strumenti descritti precedentemente (riconoscibile tramite il suono che viene emesso dopo averlo collezionato).

Trappole
- Blocca-navicella: tiene ferma la navicella per alcuni secondi
- Rimuovi-bandiera: sottrae una bandiera dalla navicella, ricollocandola di nuovo nel labirinto
- Scivola-navicella: fa slittare la navicella nel verso indicato dalla freccia

### Easter Egg
In Hover! è contenuto un easter egg: si tratta di un livello nascosto nella schermata iniziale che contiene una galleria fotografica con i volti degli sviluppatori del videogioco. Per attivarlo, una volta avviato il gioco bisogna tenere premuto il tasto Ctrl e scrivere "IBMAB" (che è il nome in codice Bambi letto al contrario). Se la procedura è andata a buon fine, la scritta "Press F2 to start a game of Hover!" scompare ed è possibile navigare all'interno della galleria.

### Versione web del 2013
Nell'ottobre del 2013 Microsoft ha ripubblicato Hover! sul sito hover.ie sotto forma di videogioco web con una grafica più moderna; per essere giocato, è necessario un qualsiasi browser che supporti WebGL. Oltre alla modalità "single player" per giocare da soli, è disponibile anche quella "multiplayer", in cui è possibile giocare in 2, in 4, in 6 o in 8 giocatori contemporaneamente (sempre divisi in 2 squadre avversarie). Inoltre è possibile attivare la modalità classica (ossia giocare con la grafica originaria del 1995): per fare ciò, bisogna digitare sulla tastiera "bambi" prima di avviare il gioco; così facendo, si aprirà una finta schermata del desktop di Windows 95, in cui compaiono delle icone per condividere il videogioco su Twitter e Facebook.